# Agir (Francja)
Agir (fr. Agir, la droite constructive) – francuska partia polityczna o profilu centroprawicowym, działająca od 2017.
Partia powstała z inicjatywy grupy działaczy Republikanów, w tym deputowanych, którzy po wyborach parlamentarnych z czerwca 2017 współtworzyli odrębną grupę poselską pod nazwą Les Constructifs. Tworzenie nowego ugrupowania współpracującego z Unią Demokratów i Niezależnych zapowiedział we wrześniu poseł Franck Riester. Decyzję o jej powołaniu ogłoszono 26 listopada 2017. W gronie założycieli znalazło się m.in. 15 członków Zgromadzenia Narodowego i Senatu (m.in. Franck Riester, Fabienne Keller i Claude Malhuret), były sekretarz stanu Frédéric Lefebvre i eurodeputowana Tokia Saïfi. W grudniu wyłoniono prowizoryczne dwudziestoosobowe kierownictwo nowej formacji. We wrześniu 2018 przewodniczącym ugrupowania został Franck Riester. Partia dołączyła do większości prezydenckiej skupionej wokół Emmanuela Macrona, Franck Riester wszedł w skład rządu. W 2019 z listy zorganizowanej wokół prezydenckiego ugrupowania LREM należąca do partii Fabienne Keller uzyskała mandat posłanki do Europarlamentu IX kadencji. W 2021 Agir dołączył do porozumienia Ensemble Citoyens zrzeszającego środowiska wspierające prezydenta. W 2022 partia w ramach prezydenckiej koalicji wprowadziła 10 posłów.
Również w 2022 ugrupowanie uzyskało status partii stowarzyszonej z formacją Renaissance. Jego przedstawiciele byli w kolejnych wyborach wystawiani jako kandydaci Renaissance.